# Hrvatsko Žarište
Hrvatsko Žarište is een plaats in de gemeente Krnjak in de Kroatische provincie Karlovac. De plaats telt 39 inwoners (2001).